# Alexander Gaida
Alexander Gaida (* 1991 in Bietigheim-Bissingen) ist ein deutscher Synchronsprecher und Schauspieler.

## Leben
Alexander Gaida wuchs bilingual auf, seine Muttersprachen sind Deutsch und Polnisch. Er ist seit 2005 Synchronsprecher und hatte bisher 89 Sprechrollen. Von 2011 bis 2015 absolvierte er ein Schauspielstudium an der Akademie für Darstellende Kunst Baden-Württemberg. Er debütierte 2014 als Schauspieler in der Rolle des Peer in dem Stück Jenseits von Fukuyama von Thomas Köck am Staatstheater Karlsruhe. 2015 spielte er die Titelrolle in Timm Thaler oder Das verkaufte Lachen an der Badischen Landesbühne. Weitere Engagements folgten unter anderem am Schleswig-Holsteinischen Landestheater (Michael in Peter Pan, 2016) und an der Deutschen Oper Berlin (Freund von Tadzio in Tod in Venedig, 2017–2019). Seit 2017 stand Gaida in verschiedenen deutschen Fernsehproduktionen vor der Kamera, unter anderem als Franz Hertel in der Reihe Ein Krimi aus Passau. Er wohnt in Berlin.

## Filmografie (Auswahl)
- 2017: Spreewaldkrimi: Zwischen Tod und Leben
- 2019: Lotta & der schöne Schein
- 2019: Meine Nachbarn mit dem dicken Hund
- 2020: Freund oder Feind. Ein Krimi aus Passau
- 2020: Die Donau ist tief. Ein Krimi aus Passau
- 2021: Kitz (Fernsehserie)
- 2022: Nord bei Nordwest – Wilde Hunde
- 2022: Der Fluss ist sein Grab. Ein Krimi aus Passau
- 2023: WaPo Elbe (Fernsehserie, Folge White Lightning)
- 2024: Zeit zu beten. Ein Krimi aus Passau

## Sprechrollen

### Filme
- Hiroo Sasaki (als Hiroshi Fukuda) in Kuroko's Basketball: The Movie – Last Game (2017, Synchro 2021)
- Victor Artus Solaro (als Elias) in Budapest (2018)
- Ben English (als Page #1) in The Favourite – Intrigen und Irrsinn (2018)
- Daniel Sang Tran (als Even) in Utøya 22. Juli (2018)
- Rafal Zawierucha (als Roman Polanski) in Once Upon a Time in Hollywood (2019)
- Christopher John Slater (als Ben) in Sorry We Missed You (2019)
- Christopher Guyton (als Barmann) in Archenemy (2020)
- Tomasz Studzinski (als Arek Hershlikovicz) in Die Kinder von Windermere (2020)
- R.J. O'Young (als junger Soldat) in Mulan (2020)
- Nikolay Orlovskiy (als Wolfe) in Red Ghost – Nazi Hunter (2020)
- Brandon Thane Wilson (als Scowler) in Wonder Woman 1984 (2020)
- Arturo Hernandez (als Thunder) in My Little Pony: Eine neue Generation (2021)
- Marcus Craig (als Ben) in Spin – Finde deinen Beat (2021)
- als Nikita in Tschernobyl 1986 (2021)
- Tristan Zanchi (als Ben) in Gefährliche Liebschaften (2022)
- Simeon Daise (als Chris) in Im Dutzend noch billiger (2022)
- als gammorreanische Wache in LEGO Star Wars Sommerurlaub (2022)
- Dee Bradley Baker (als BV-RJ) in LEGO Star Wars Sommerurlaub (2022)
- Trevor Devall (als imperialer Offizier) in LEGO Star Wars Sommerurlaub (2022)

### Serien
- Thapelo Maropefela (als Aramu) in Doctor Who (2005-) in Episode 6 (Staffel 12)
- Weston Cage (als Walker) in Navy CIS: L.A. (2009-) in 1 Episode
- Roman Mitichyan (als Attentäter) in Hawaii Five-0 (2010–2020) in 1 Episode
- Deag Faerch (als Joey) in American Horror Story (2011-) in 1 Episode
- Tabitha St. Germain (als Biber #2) in LEGO Ninjago – Meister des Spinjitzu (2011–2022) in Episode 26 (Staffel 11)
- David Lind (als Jamie Milkovich) in Shameless (2011–2021) in Episode 12 (Staffel 10)
- Dino Petrera (als Leo) in Shameless (2011–2021) in Episode 1 (Staffel 9)
- als Quentin in Catfish – Verliebte im Netz (2012-) in Episode 8 (Staffel 7)
- als Tris in Catfish – Verliebte im Netz (2012-) in Episode 38 (Staffel 7)
- Kris Downing (als Cody) in Chicago Fire (2012-) in 1 Episode
- Hiroo Sasaki (als Hiroshi Fukuda) in Kuroko’s Basketball (2012–2015) [Synchro (2020–2021)]
- Manny Ureña (als Dean 'Junior' Juarez) in Orange Is the New Black (2013–2019) in Episode 11 (Staffel 7)
- Aleksy Komorowski (als Tycjan Marciniak) in Agatha Raisin (2014-) [Synchro (2016–2022)] in 1 Episode
- Jeremy Guskin (als Beekeeper) in Henry Danger (2014–2020) in Episode 5 & 6 (Staffel 5)
- Alberto Barros Jr. (als Alonso) in Casual (2015–2018) [Synchro (2017–2019)] in 1 Episode
- Jaden Martin (als Lance) in Bizaardvark (2016–2019) in 1 Episode
- Mateo Ferro (als Antonio) in Bull (2016–2022) in 1 Episode
- James Clayton (als Sullivan) in Legends of Tomorrow (2016-) in 1 Episode
- Bart Suavek (als Adam Jannsen) in New Blood – Tod in London (2016) in 2 Episoden
- Greyston Holt (als Mikhail) in No Tomorrow (2016–2017) [Synchro (2021)] in Episode 4, 8, 11 & 13 (Staffel 1)
- Noriaki Sugiyama (als Akira Inukai) in ReLIFE (2016) [Synchro (2020)]
- Rob Tinkler (als Ninja Fish) in Rusty Rivets (2016–2020) in Episode 9 (Staffel 2)
- Juan Ciancio (als Franco Quesada) in 11 (2017–2019) in Staffel ab 2
- Santiago Minor Lecay (als Tato Barosso) in 11 (2017–2019) in Episode 85, 131, 147-151, 159-160 (Staffel 2)
- Tsubasa Gouden (als Teruhiko 'Keisei' Yukimura) in Classroom of the Elite (2017/2022-)
- Sebastian Quinn (als Diego) in Der Denver-Clan (2017–2022) in 1 Episode
- Walker Russell (als Jasper Matson) in Der Denver-Clan (2017–2022) in 2 Episoden
- Eric Bauza (als Dino Cool) in Einhorn-Kitty (2017–2020) in Episode 10 & 13 (Staffel 1)
- als Junior Porcupine in Enchantimals (2017-) in Episode 15 (Staffel 2)
- Mikel Bustamante (als Martínez) in Haus des Geldes (2017–2021) in Episode 4-8; 1, 7-8; 1-3 (Staffel 3; 4; 5)
- Luc Trottier (als Server) in Imposters (2017–2018) in 1 Episode
- Francisco Trujillo (als Goon) in Tarzan und Jane (2017-) in Episode 2 (Staffel 2)
- Scott Law (als Hamilton Bomburg) in Bakugan: Battle Planet (2018-) in Episode 1 & 7 (Staffel 4)
- Rob Tinkler (als Bee) in Bakugan: Battle Planet (2018-)
- als Hiroshi Imai in Captain Tsubasa (2018–2019)
- Marco Iannitello (als Maresciallo Carabinieri) in Carlo und Malik (2018-) in Episode 3 (Staffel 1)
- Billy Matthews (als Dom) in Killing Eve (2018–2022) in Episode 1 & 5 (Staffel 1)
- Jason A. Rodriguez (als Lemar) in Pose (2018–2021) in 15 Episoden
- Noriaki Sugiyama (als Akira Inukai) in ReLIFE: Final Arc (2018) [Synchro (2021)] in Episode 01–02, 04
- Scott Deckert (als Adam) in The Rookie (2018-) in 1 Episode
- Niko Pepaj (als Miles) in The Rookie (2018-) in 1 Episode
- Noel Savoy (als Salton) in The Rookie (2018-) in 1 Episode
- Philip Smithey (als Arnold) in The Rookie (2018-) in 1 Episode
- Blake Webb (als Flex) in The Rookie (2018-) in 1 Episode
- Albert Kwan (als Motel-Mitarbeiter) in Die Wahrheit über den Fall Harry Quebert (2018) in Episode 8 (Staffel 1)
- Kazuyuki Okitsu (als Mark Ibaraki) in 7 Seeds (2019-)
- Nabil Traboulsi (als Simon) in The Boys (2019-) in 1 Episode
- Jackson Bews (als New Kid Sampson) in Catch-22 (2019) in Episode 4 (Staffel 1)
- Arpit Singh (als Hussain) in The Family Man (2019-) in Episode 2 (Staffel 1)
- Chiaki Kobayashi (als Freund #2) in Given (2019) in Episode 04
- Eric M. Myrick (als Dylan) in Good Trouble (2019-) in Episode 3-4 & 12 (Staffel 1)
- Masaya Matsukaze (als Kenzou Yamashita) in Kengan Ashura (2019) in Episode 21, 23-24
- Christopher McCulloch (als Benny) in Mao Mao – Beschützer vom Rubintal (2019-)
- Tim Donadt (als Präsident der Studentenverbindung) in The Order (2019-) in 1 Episode
- Michael Lee Brown (als Ryan Davis) in Prodigal Son (2019–2021) in 1 Episode
- Alex Shimizu (als Toshiro Furuya) in The Terror: Infamy (2019) in 8 Episoden
- Chihiro Uno (als Katze) in Ultramarine Magmell (2019) in 1 Episode
- Shoumaru Zouza (als Friseur) in Ultramarine Magmell (2019) in 1 Episode
- Jacob Bond (als Kellner) in The Unicorn (2019-) in 1 Episode
- Julian Kostov (als Marek Rudnicka) in Wild Bill (2019) in Episode 1 (Staffel 1)
- Nir Hasdai (als Zohar Orr) in Black Space – Alle sind verdächtig (2020-) in Episode 1–3 & 7 (Staffel 1)
- Germain Arroyo (als Diego) in Ratched (2020-) in Episode 4 & 7 (Staffel 1)
- Marc Sully Saint-Fleur (als Jean Baptiste Bosou) in Space Force (2020-) in 2 Episoden
- Richard Jin (als Moshe) in Star Trek: Picard (2020-) in 1 Episode
- Luis Rosado (als Mario) in Ein großer Sprung (2021-) in 5 Episoden
- Skomantas Duoplys (als Francis Weston) in Blood, Sex & Royalty (2022) in Episode 3
- Alexander Eling (als Burton) in Guillermo del Toro's Cabinet of Curiosities (2022) in Episode 2
- Hyun-myung Kim (als Detective Lee) in Rookie Cops (2022) in Episode 12–13
- Takaaki Torashima (als Tierpfleger) in Spy x Family (2022-) in Episode 12
- als Grunvald in Wikinger-Schule (2022-)